# Guichen (1897)
Guichen byl chráněný křižník francouzského námořnictva. Ve službě byl v letech 1899–1922. Účastnil se první světové války. Od roku 1917 byl využíván jako rychlý transport.

## Stavba

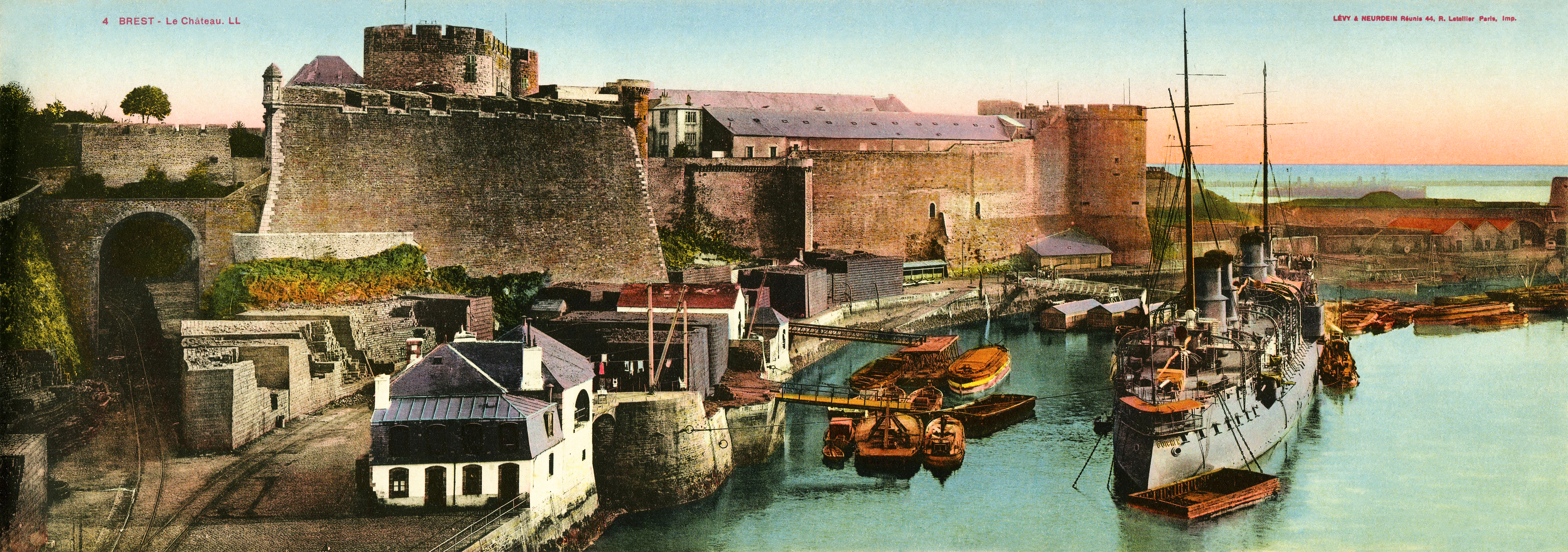
Guichen

Hlavním úkolem křižníku měly být akce proti nepřátelské námořní dopravě. Na svou velikost měl slabou výzbroj. Plavidlo postavila loděnice Ateliers et Chantiers de la Loire v Saint-Nazaire. Stavba byla zahájena v říjnu 1895, v říjnu 1897 byl křižník spuštěn na vodu a roku 1899 byl přijat do služby.

## Konstrukce
Hlavní výzbroj tvořily dva štíty chráněné 165mm kanóny umístěné na přídi a na zádi a dále šest 139mm kanónů na bocích trupu. Doplňovalo je deset 47mm kanónů, pět 37mm kanónů a dva 450mm torpédomety. Pohonný systém tvořilo 36 kotlů Lagrafel d'Allest a tři parní stroje s trojnásobnou expanzí o výkonu 25 000 ihp, pohánějící tři lodní šrouby. Nejvyšší rychlost dosahovala 23,5 uzlu. Dosah byl 7500 námořních mil při rychlosti 12 uzlů.